# Diskurs
Diskurs (lat. discursus) je imenica koja označuje govor, razgovor, odnosno raščlanjivanje, analizu. Danas se često rabi u semantici, jezikoslovnoj disciplini gdje označava lingvističku jedinicu sastavljenu od nekoliko rečenica.
U sintaksi se diskurs smatra jezičnom jedinicom najviše razine gdje jedinice nižih razina ovise jedna o drugoj. Tako diskurs može biti sve od jedne rečenice (koja sama može biti i samo jedna riječ) do čitave knjige, dokle god se rečenice nastavljaju jedna na drugu. Za određenje granica diskursa jedan je od kriterija jedinstvo komunikacijskoga akta: diskurs je proces prijenosa i razmjene informacija ograničen jednim vremenom i prostorom.

## Poveznice
- Diskurzivni nadzor